# Gyermekláncfű
A gyermekláncfű vagy pongyola pitypang vagy népiesen cserbóka, csorbóka, tejesgaz, kákics (Taraxacum officinale) az őszirózsafélék (Asteraceae) családján belül a pitypang (Taraxacum) nemzetségbe tartozó, Magyarországon is gyakori évelő növényfaj. Gyakran nevezik egyszerűen csak pitypangnak is.
Latin neve, a Taraxacum, a görög taraché (zavar) és az akémai (gyógyítani) szavakból származik.

## Elnevezése

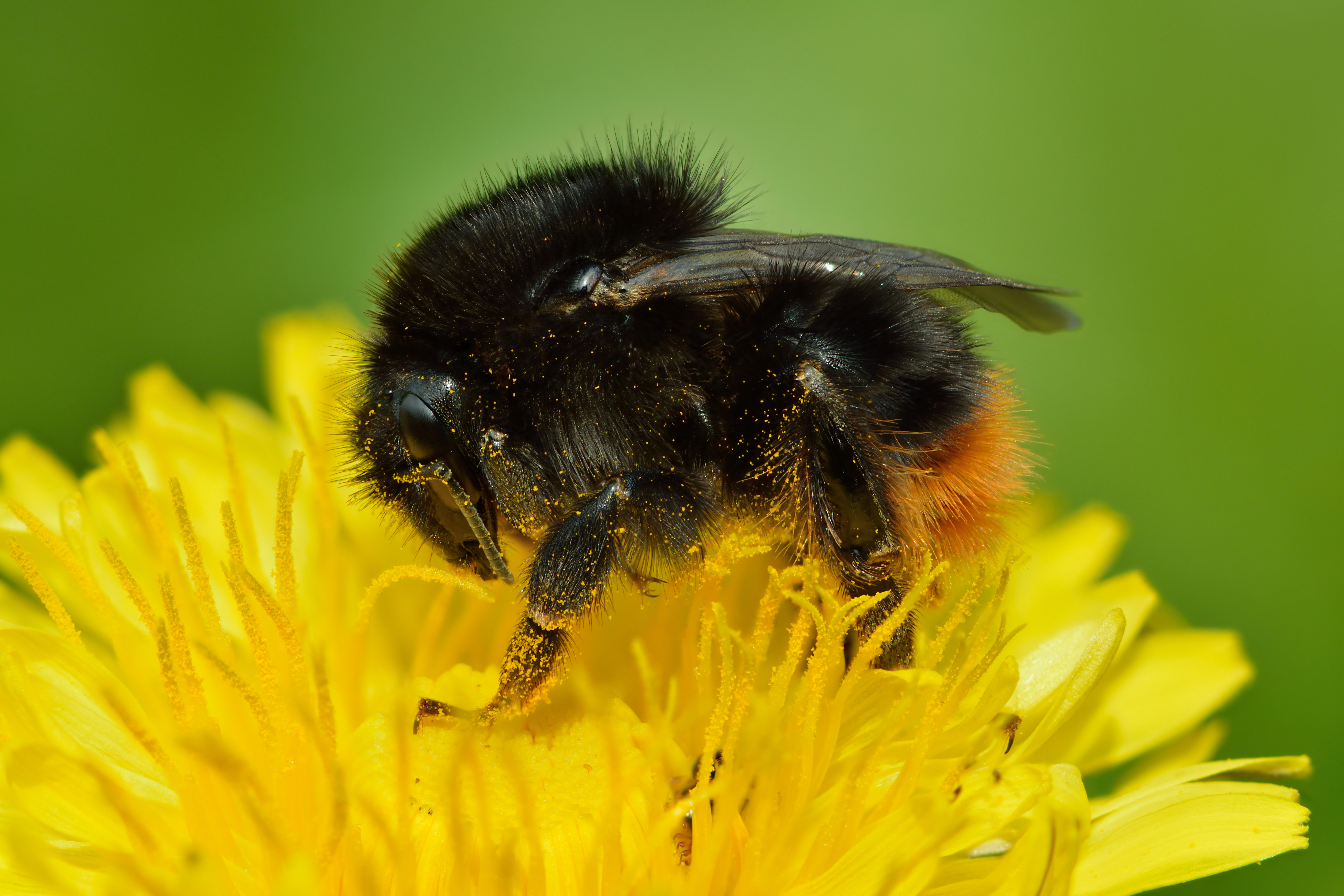

Sokféle elnevezése létezik. Vörös Éva művében az alábbi 31 nevet találjuk: bárányfejűfű, barátfejűfű, barátfő, barátfű, békasaláta, békavirág, bimbófű, buglyosvirág, cikória, cikóriavirág, csattogógaz, disznókék, éjjelilámpa, gyermeklánc, gyermekláncfű, lámpavirág, láncfű, oroszlánfog, oroszlánfogfű, pimpó, pimpónya, pipevirág, pitypang, raponc, saláta, sárvirág, tejesfű, törpe sárgacikória, tyúkvirág, vadsaláta, vakulócsirke. Fráter Erzsébet könyvében az alábbi 22-t közli: békavirág, buborékfű, cikóvirág, csürkevirág, disznósaláta, ebtej, eszterláncfű, gyermekláncfű, kácsavirág, kákics, kislibavirág, kotlóvirág, kutyavirág, lámpavirág, lánclapi, marcivirág, pampula, papatyi virág, pimpiparé, pipevirág, sárvirág, zsibavirág. Tejesfű virágnak, barátfejnek és kákicsnak is nevezik. Egyes vidékeken kikirics a neve (ami nem keverendő a kikericcsel).
A kutyatej elnevezés több szempontból sem szerencsés: egyrészt a növény nem a kutyatej (Euphorbia) nemzetségbe tartozik, másrészt ezt a nevet használva könnyen összetéveszthető a farkas kutyatejjel (Euphorbia cyparissias), amely a gyermekláncfűvel ellentétben mérgező tejelő növény.

## Élőhelye, megjelenése
A gyermekláncfű füves területeken, főleg a kertekben, szántókon jelenik meg. Karógyökere függőleges és hosszú, ezért kiirtani sem könnyű.
A földre fekvő levelei hasadtak, a hasábok fogazottak (kacúros levél). A belül üreges virágszár, tetején az aranysárga fészkes virágzattal a tőrózsából tör elő. Levele és virágszára elszakítva fehér, kesernyés ízű tejnedvet ereszt. Repülőszőrös magja a gyermekek kedvelt játéka. Neve is a gyermekjátékokból ered: száras virágait gyakran összefűzik, és nyakláncként vagy fejdíszként hordják.

## Felhasználása
Teakeverékekben használják vértisztító gyomorerősítő (étvágygerjesztő, hashajtó) tulajdonságai miatt. Virágzás előtti fiatal leveleiből salátát vagy főzeléket készítenek. Gyökerét nyersen vagy vajon párolva, avagy gyors szárítással (kb. 55 °C-on szárítva) és durvára őrölve kávépótlóként használták. Levelével és gyökerével több száz éve kezelik a máj, epehólyag, vese megbetegedéseit és az ízületi problémákat.
A belőle készített tea vízhajtó hatású és a tavaszi méregtelenítő kúrák fontos alkotóeleme.
Hatásos a bőrproblémák és a cellulitisz ellen, csökkenti a vér koleszterinszintjét, étvágyfokozó, epehajtó, hashajtó.
A friss virágokból szirupot is készítenek, melyet "pitypangméz"-nek is hívnak.

### Hatóanyagai
Az emésztőrendszerre és a májra elsősorban a keserűanyagok hatnak. A korábban taraxacinként említett anyagok valójában az eudesmanolid és germacranolid típusú laktonok szeszkviterpénjei.
A gyermekláncfű levele a vitaminok és ásványi anyagok gazdag forrása: bennük az A-vitamin sok, a D-vitamin mérsékelt; ezek mellett tartalmaznak C-vitamint, különféle B-vitaminokat, vasat, szilíciumot, magnéziumot, cinket és mangánt.
Használatánál ügyelni kell arra, hogy a szeszkviterpén egyesekből allergiás bőrreakciót vált ki.

## Kutatás
Egy 2012-ben publikált kutatás során azt figyelték meg, hogy üvegedényben a gyermekláncfű-kivonat képes volt programozott sejthalálra késztetni a rákos sejteket úgy, hogy közben az egészséges sejtek nem károsodtak.

## Galéria
|  |  |  |  |  |